# Rojé Stona
Rojé Stona (Montego Bay, 26 de febrero de 1999) es un deportista jamaicano que compite en atletismo. Participó en los Juegos Olímpicos de París 2024, obteniendo una medalla de oro en el lanzamiento de disco.

## Biografía
Stona estudió en la escuela secundaria St. Jago en Spanish Town, Jamaica. Posteriormente, asistió a la Universidad de Clemson y a la Universidad de Arkansas.

## Trayectoria deportiva
En 2019, ganó la medalla de oro en lanzamiento de disco en el Campeonato NACAC Sub-23 de en México. En 2021, ganó la medalla de plata en lanzamiento de disco, nuevamente en el Campeonato NACAC Sub-23, quedando por detrás de Kai Chang.
En 2022, se clasificó para la final de disco en los Juegos de la Commonwealth, en Birmingham, terminando en sexto lugar.
En junio de 2023, participó en los Campeonatos de Atletismo en Pista Cubierta de la División I de la NCAA de 2024 en Austin, Texas, quedando como subcampeón detrás de Turner Washington en lanzamiento de disco.Durante el mismo año, compitió en lanzamiento de disco masculino en el Campeonato Mundial de Atletismo de 2023 en Budapest, logrando una marca personal de 62,57 metros.
En abril de 2024, Stona logró la clasificarse para la competencia de disco en los Juegos Olímpicos de París al terminar segundo en el Oklahoma Throws Series World Invitational,mejorando su marca individual a 69,05 m.
En 2024, fue invitado a los minicampamentos para novatos por los equipos de la NFL Green Bay Packers y New Orleans Saints, a pesar de no haber jugado fútbol americano de manera competitiva en la universidad. Con 6'6" y 270 libras, destacó por su físico.
En mayo de 2024, ganó el lanzamiento de disco en el Gran Prix de Los Ángeles con una marca de 66,93 metros.En julio, fue seleccionado oficialmente para el equipo de Jamaica en los Juegos Olímpicos de París 2024, ganando el oro olímpico con una marca de 70,00 m, nuevo récord olímpico, el 8 de agosto de 2024.

## Palmarés internacional
| Campeonato Nacac Sub-23 | Campeonato Nacac Sub-23    | Campeonato Nacac Sub-23 | Campeonato Nacac Sub-23 |
| Año                     | Lugar                      | Medalla                 | Prueba                  |
| ----------------------- | -------------------------- | ----------------------- | ----------------------- |
| 2019                    | Querétaro (Estados Unidos) | Medalla de oro          | Disco                   |
| 2021                    | San José (Costa Rica)      | Medalla de plata        | Disco                   |

| Juegos Olímpicos | Juegos Olímpicos | Juegos Olímpicos | Juegos Olímpicos |
| Año              | Lugar            | Medalla          | Prueba           |
| ---------------- | ---------------- | ---------------- | ---------------- |
| 2024             | París (Francia)  | Medalla de oro   | Disco            |